# Plitvički Ljeskovac
Plitvički Ljeskovac – wieś w Chorwacji, w żupanii licko-seńskiej, w gminie Plitvička Jezera. W 2011 roku liczyła 20 mieszkańców.